# Vals anglès

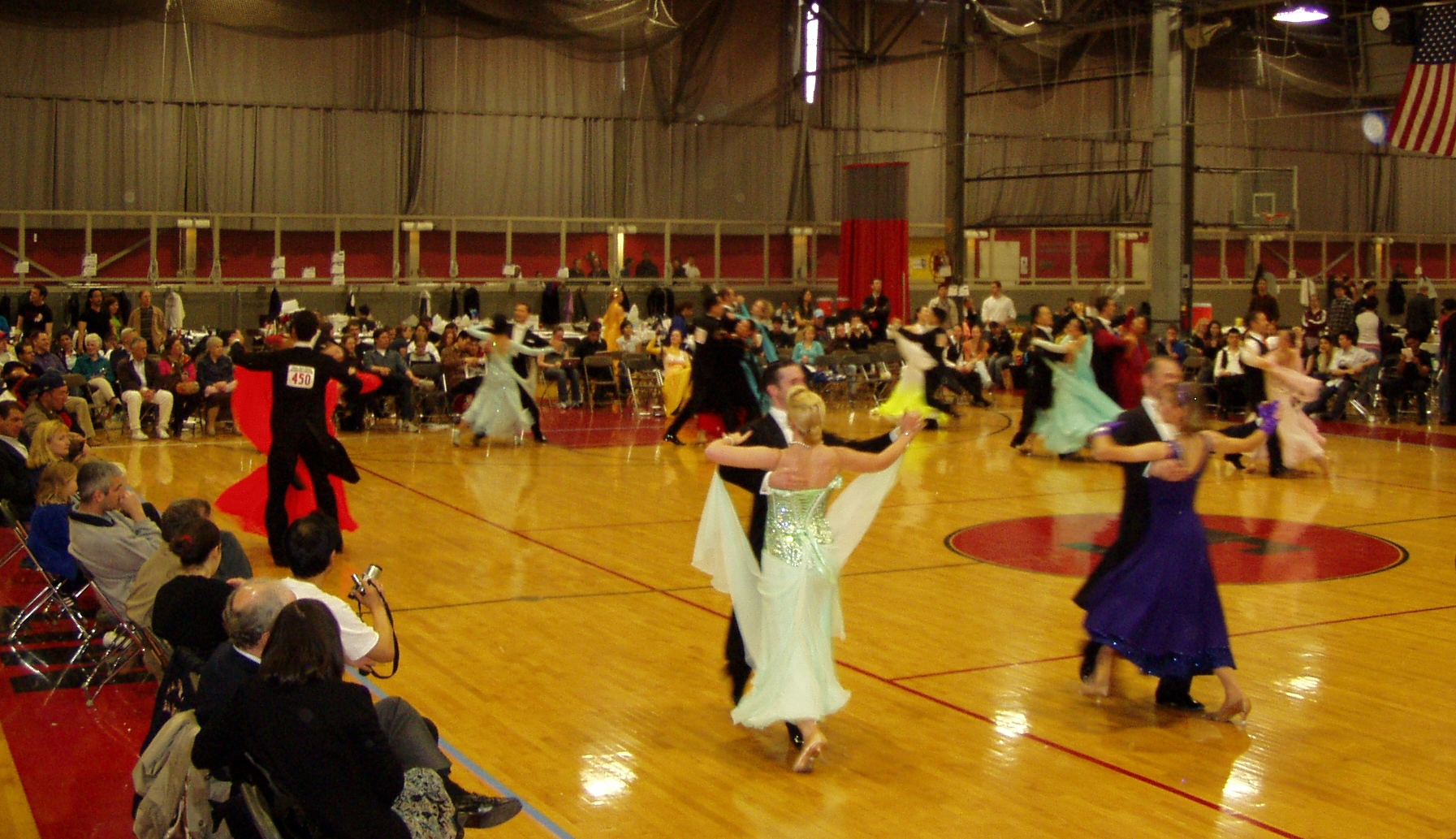
Competició de balls de saló, en la categoria d'estàndards, en 2006

El vals anglès és un vals caracteritzat pels canvis de pes regulars, el temps lent i el ritme repetitiu i constant, que manté una disposició rítmica de "tres" completament contínua, constant, sense la menor acceleració ni disminució de la velocitat. Tant el vals vienès com el vals anglès són disciplines dintre dels anomenats estàndards als balls de saló de competició. A Anglaterra el vals anglès es coneix simplement com a vals, o també com a vals modern o vals diagonal.